# 中部方面輸送隊
中部方面輸送隊（ちゅうぶほうめんゆそうたい）は、陸上自衛隊桂駐屯地（京都府 京都市 西京区）に駐屯する中部方面後方支援隊隷下の輸送科部隊である。

## 概要
隊長は1等陸佐（二）が充てられ、方面隊全般の車両輸送支援（師団・旅団輸送隊でカバーできない部分や、方面隊直轄部隊の輸送支援）および民生活動等を主任務としている。2004年（平成16年）3月の後方支援体制変換に伴い、中部方面武器隊と統合され中部方面後方支援隊隷下部隊として再編され運用されている。る。新編時は、重車両の輸送や当時車両化されていなかった普通科部隊等の輸送支援を主な任務として運用されていた。

## 沿革
- 1951年（昭和26年）
  - 3月28日：第902重輸送車両中隊が舞鶴駐屯地に新編。
  - 5月11日：第902重輸送車両中隊が舞鶴駐屯地から宇治駐屯地へ移駐。
- 1952年（昭和27年）
  - 2月29日：第902重輸送車両中隊（宇治駐屯地）が第909輸送中隊に改編。
  - 12月18日：第909輸送中隊（宇治駐屯地）が第306輸送中隊に改編。
- 1955年（昭和30年）10月25日：第306輸送中隊が宇治駐屯地から伊丹駐屯地に移駐。

中部方面輸送隊
- 1976年（昭和51年）3月25日：中部方面輸送隊が伊丹駐屯地において編成完結。第303輸送隊が伊丹駐屯地に新編。

※編成：中部方面輸送隊本部、中部方面輸送隊本部付隊、第306輸送中隊、第303輸送隊
- 1980年（昭和55年）3月25日：中部方面輸送隊が伊丹駐屯地から豊中分屯地へ移駐。
- 1985年（昭和60年）3月20日：第303輸送隊（豊中分屯地）を廃止改編し、第312輸送中隊を豊中分屯地に新編。
- 2002年（平成14年）3月27日：第312輸送中隊（豊中分屯地）を廃止改編し、第305輸送隊を豊中分屯地に新編。
- 2004年（平成16年）3月29日：中部方面後方支援隊編成完結

1. 中部方面輸送隊が中部方面後方支援隊隷下部隊の改編。
2. 第104輸送業務隊が豊中分屯地に新編され、第1端末地業務班を春日井駐屯地に、第2端末地業務班を海田市駐屯地に、第3端末地業務班を善通寺駐屯地に配置。

- 2006年（平成18年）3月24日：豊中分屯地廃止に伴い、中部方面輸送隊が豊中分屯地から桂駐屯地へ移駐。
- 2018年（平成30年）3月26日：第104輸送業務隊（桂駐屯地）を廃止（陸上自衛隊中央輸送隊隷下の第4方面分遣隊に改編）。

## 部隊編成
- 中部方面輸送隊本部
- 中部方面輸送隊本部付隊「中方輸-本」
- 第306輸送中隊「306輸」：74式特大型トラック
- 第305輸送隊「305輸送」：73式特大型セミトレーラ

第104輸送業務隊（廃止）の編成
- 第104輸送業務隊本部（桂駐屯地）
- 輸送処理班（桂駐屯地）
- 第1端末地業務班（春日井駐屯地）
- 第2端末地業務班（海田市駐屯地）
- 第3端末地業務班（善通寺駐屯地）

## 主要幹部
| 官職名                              | 階級    | 氏名     | 補職発令日     | 前職                                            |
| ----------------------------------- | ------- | -------- | -------------- | ----------------------------------------------- |
| 中部方面後方支援隊 中部方面輸送隊長 | 1等陸佐 | 池田悠也 | 2025年03月17日 | 陸上幕僚監部装備計画部装備計画課 輸送室総括班長 |

| 代 | 氏名                 | 在職期間                        | 前職                                                   | 後職                                           |
| -- | -------------------- | ------------------------------- | ------------------------------------------------------ | ---------------------------------------------- |
| 01 | 山根嘉一 （2等陸佐） | 1976年03月25日 - 1977年03月15日 | 中部方面総監部輸送課                                   | 中部方面総監部総務課付 →1977年11月7日 停年退職 |
| 02 | 田村恒信 （2等陸佐） | 1977年03月16日 - 1979年03月15日 | 中部方面総監部輸送課                                   | 陸上自衛隊輸送学校                             |
| 03 | 田村幸雄             | 1979年03月16日 - 1981年07月31日 | 陸上自衛隊輸送学校 →1981年7月1日 1等陸佐昇任           | 東北方面輸送隊長                               |
| 04 | 後藤文男             | 1981年08月01日 - 1983年03月15日 | 北部方面輸送隊長                                       | 陸上自衛隊輸送学校研究部長                     |
| 05 | 樋口洋               | 1983年03月16日 - 1985年03月15日 | 京浜港湾処理隊勤務                                     | 陸上自衛隊輸送学校教育部長                     |
| 06 | 吉田幹宏             | 1985年03月16日 - 1987年03月15日 | 陸上自衛隊中央輸送業務隊勤務 →1985年7月1日 1等陸佐昇任 | 陸上自衛隊中央輸送業務隊副隊長                 |
| 07 | 伊藤寛 （2等陸佐）   | 1987年03月16日 - 1990年07月31日 | 中部方面総監部装備部勤務                               | 中部方面総監部人事部援護業務室長               |
| 08 | 平野龍文             | 1990年08月01日 - 1992年03月15日 | 防衛局調査第1課勤務                                    | 第1師団司令部第4部長                           |
| 09 | 岩附健               | 1992年03月16日 - 1994年03月22日 | 陸上自衛隊輸送学校教育部長                             | 東部方面総監部勤務                             |
| 10 | 高本信喜代           | 1994年03月23日 - 1996年07月31日 | 陸上自衛隊輸送学校研究部長                             | 陸上自衛隊輸送学校教育部長                     |
| 11 | 竹中英昭             | 1996年08月01日 - 1998年03月22日 | 陸上自衛隊輸送学校総務課長                             | 第4師団司令部勤務                              |
| 12 | 折田健造             | 1998年03月23日 - 1999年03月22日 | 陸上幕僚監部付 →1998年7月1日 1等陸佐昇任               | 陸上幕僚監部装備部輸送課 道路・航空班長        |
| 13 | 大竹史郎             | 1999年03月23日 - 2000年07月31日 | 陸上幕僚監部装備部輸送課総括班長                       | 陸上自衛隊輸送学校勤務                         |
| 14 | 森千昭               | 2000年08月01日 - 2002年07月31日 | 陸上自衛隊輸送学校総務課長                             | 陸上自衛隊輸送学校教育部長                     |
| 末 | 近松繁               | 2002年08月01日 - 2004年03月26日 | 陸上自衛隊輸送学校研究部長                             | 中部方面後方支援隊 中部方面輸送隊長            |

| 代 | 氏名       | 在職期間                                                    | 前職                                                    | 後職                                  |
| -- | ---------- | ----------------------------------------------------------- | ------------------------------------------------------- | ------------------------------------- |
| 01 | 近松繁     | 2004年03月27日 - 2005年03月22日                             | 中部方面輸送隊長                                        | 東部方面後方支援隊 東部方面輸送隊長   |
| 02 | 林田和彦   | 2005年03月23日 - 2006年03月26日                             | 西部方面総監部総務部法務課長                            | 中部方面総監部法務官                  |
| 03 | 有明忠文   | 2006年03月27日 - 2007年03月22日                             | 陸上幕僚監部装備部輸送課 鉄道・船舶班長                 | 陸上自衛隊輸送学校教育部長            |
| 04 | 佐々木陽一 | 2007年03月23日 - 2009年07月31日 ※2007年07月01日 1等陸佐昇任 | 陸上自衛隊中央輸送業務隊副隊長 （2等陸佐）              | 陸上自衛隊輸送学校教育部長            |
| 05 | 奥野和男   | 2009年08月01日 - 2011年07月31日                             | 陸上自衛隊輸送学校主任教官                              | 陸上自衛隊輸送学校付                  |
| 06 | 望月浩之   | 2011年08月01日 - 2013年12月05日                             | 陸上自衛隊輸送学校研究部長                              | 陸上自衛隊輸送学校付                  |
| 07 | 森英久     | 2013年12月06日 - 2014年08月07日 ※2014年01月01日 1等陸佐昇任 | 陸上自衛隊輸送学校主任教官 （2等陸佐）                  | 中部方面総監部付                      |
| -  | 中村賀津雄 | 2014年08月08日 - 2014年08月17日 ※中部方面輸送隊長事務取扱   | 中部方面後方支援隊副隊長                                | 中部方面後方支援隊副隊長              |
| 08 | 寺井優子   | 2014年08月18日 - 2016年07月31日                             | 陸上自衛隊輸送学校研究部長                              | 陸上自衛隊研究本部企画調整官          |
| 09 | 粟田博文   | 2016年08月01日 - 2018年11月30日                             | 陸上幕僚監部装備計画部 装備計画課勤務                   | 青森駐屯地業務隊長                    |
| 10 | 永禮完次   | 2018年12月01日 - 2020年03月15日                             | 陸上自衛隊輸送学校主任教官                              | 陸上幕僚監部装備計画部 装備計画課勤務 |
| 11 | 西俊作     | 2020年03月16日 - 2022年12月22日                             | 陸上自衛隊輸送学校主任教官                              | 飯塚駐屯地業務隊長                    |
| 12 | 鈴木隆     | 2022年12月23日 - 2025年03月16日                             | 陸上幕僚監部指揮通信システム・情報部 情報課武官業務班長 | 陸上幕僚監部防衛部防衛課勤務          |
| 13 | 池田悠也   | 2025年03月17日 -                                            | 陸上幕僚監部装備計画部装備計画課 輸送室総括班長         |                                       |

## 廃止部隊
- 1952年（昭和27年）2月28日廃止
  - 第902重輸送車両中隊：1951年（昭和26年）3月28日新編。第909輸送中隊に改編。
- 1952年（昭和27年）12月17日廃止
  - 第909輸送中隊：1952年（昭和27年）2月29日新編。第306輸送中隊に改称。
- 1985年（昭和60年）3月19日廃止
  - 第303輸送隊：1976年（昭和51年）3月25日新編。第312輸送中隊に改編。
- 2002年（平成14年）3月27日廃止
  - 第312輸送中隊：1985年（昭和60年）3月20日新編。第305輸送隊に改編。
- 2018年（平成30年）3月26日廃止
  - 第104輸送業務隊（桂駐屯地）：2004年（平成16年）3月27日新編。陸上自衛隊中央輸送隊隷下の第4方面分遣隊に改編。